# Li Guoxing
Li Guoxing foi a segunda pessoa no mundo a fazer um transplante parcial de rosto, depois de ter sido atacado por um urso e ter sua face desfigurada.
Li Guoxing perdeu parte da face após ter sido atacado por um urso em 2004, na província de Yunnan, na China. Guoxing foi operado em 13 de abril de 2006 por médicos do Xijing Hospital e teve a parte direita do rosto reconstruída, com bochechas, nariz e lábio superior novos. Guoxing faleceu em 2008.